# Ernest Linke
Ernest Linke (ur. ok. 1801) – rzemieślnik z Prus. Za udział w powstaniu listopadowym został wcielony do 2. Syberyjskiego Batalionu Liniowego w Akmolińsku. Denuncjator w tzw. sprawie omskiej w 1833 roku. Dostał nagrodę 300 rubli i w 1837 był odesłany do Prus.